# إيرل ويلسون (منافس ألعاب قوى)
إيرل ويلسون (بالإنجليزية: Earle Wilson)‏ هو منافس ألعاب قوى أمريكي، ولد في 2 أبريل 1897، وتوفي في 23 مايو 1989.

## وصلات خارجية
- إيرل ويلسون على موقع أوليمبيديا (الإنجليزية)